# Jared Kushner
Jared Kushner (Livingston, 1981. január 10. –) zsidó származású amerikai vállalkozó, befektető, ingatlanmágnás és lapkiadó. Az ingatlanmogul Charles Kushner fia, felesége Ivanka Trump, Donald Trump amerikai elnök lánya. Feleségével mindketten elnöki tanácsadóként töltöttek be hivatalt Donald Trump első elnöksége idején. Három gyermekük van.

## Magyar vonatkozások
2022 márciusában – a magyar–amerikai kapcsolatok megerősítése, valamint a közel-keleti békét támogató Ábrahám Egyezmények megalkotása érdekében végzett magas színvonalú tevékenysége elismeréseként – Áder János államfőtől megkapta A Magyar Érdemrend középkeresztje kitüntetést.